# سن البيض

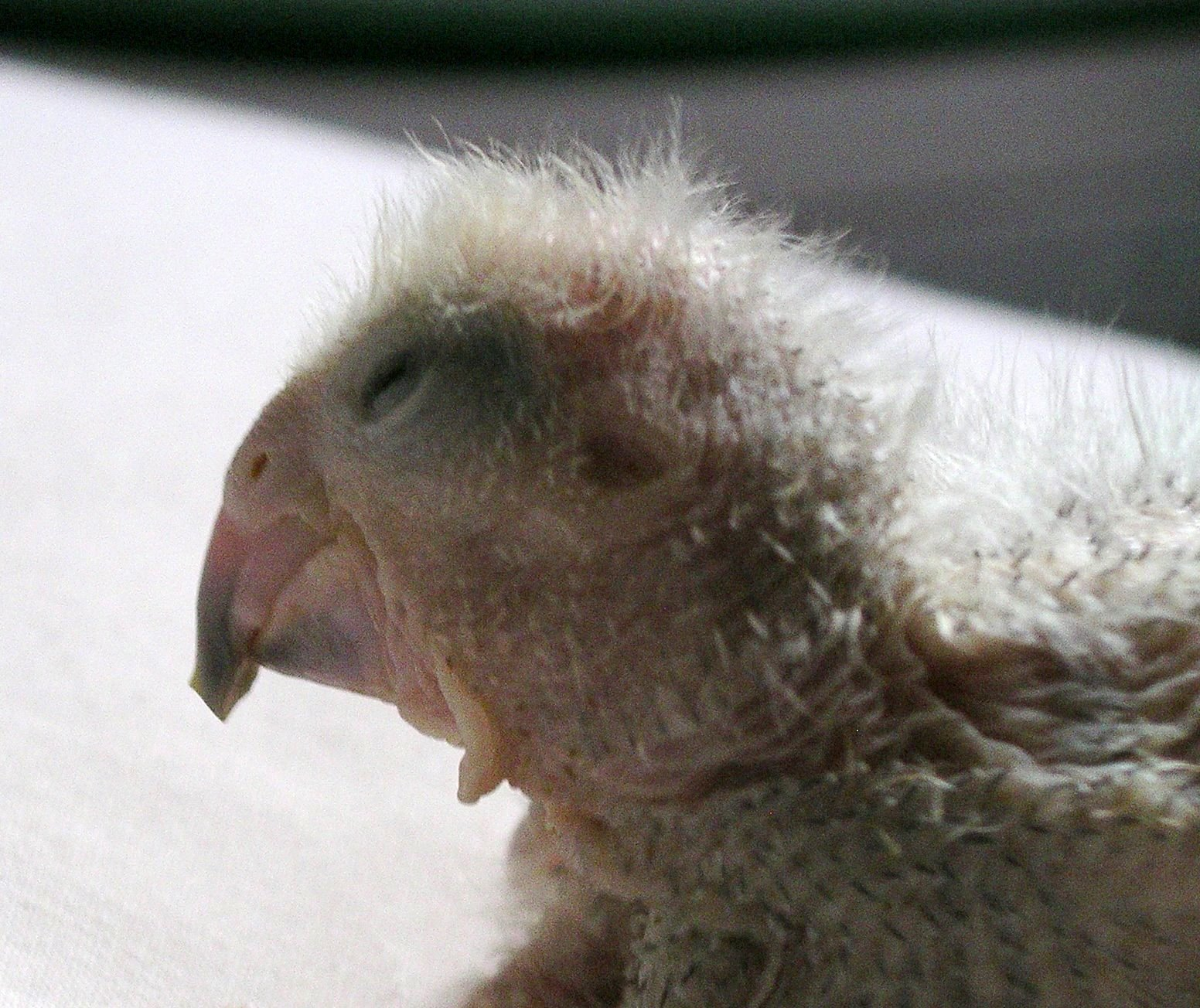
كتكوت ببغاء سنغالي بعد حوالي أسبوعين من الفقس. تكون سن البيضة بالقرب من طرف المنقار في الفك العلوي.

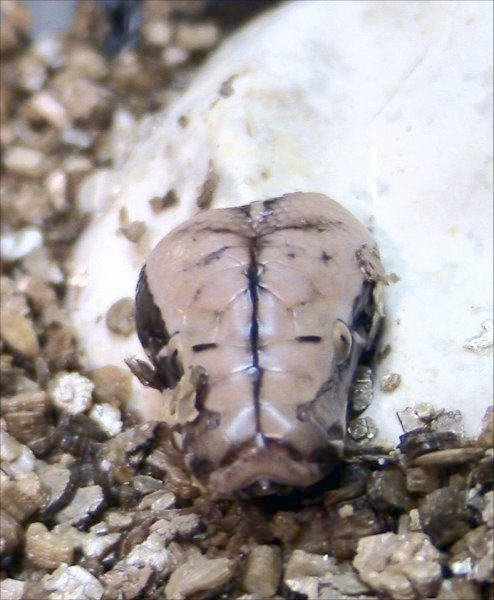
يفقس ثعبان بورنيو قصير الذيل (Python breitensteini) مع ظهور سن البيض

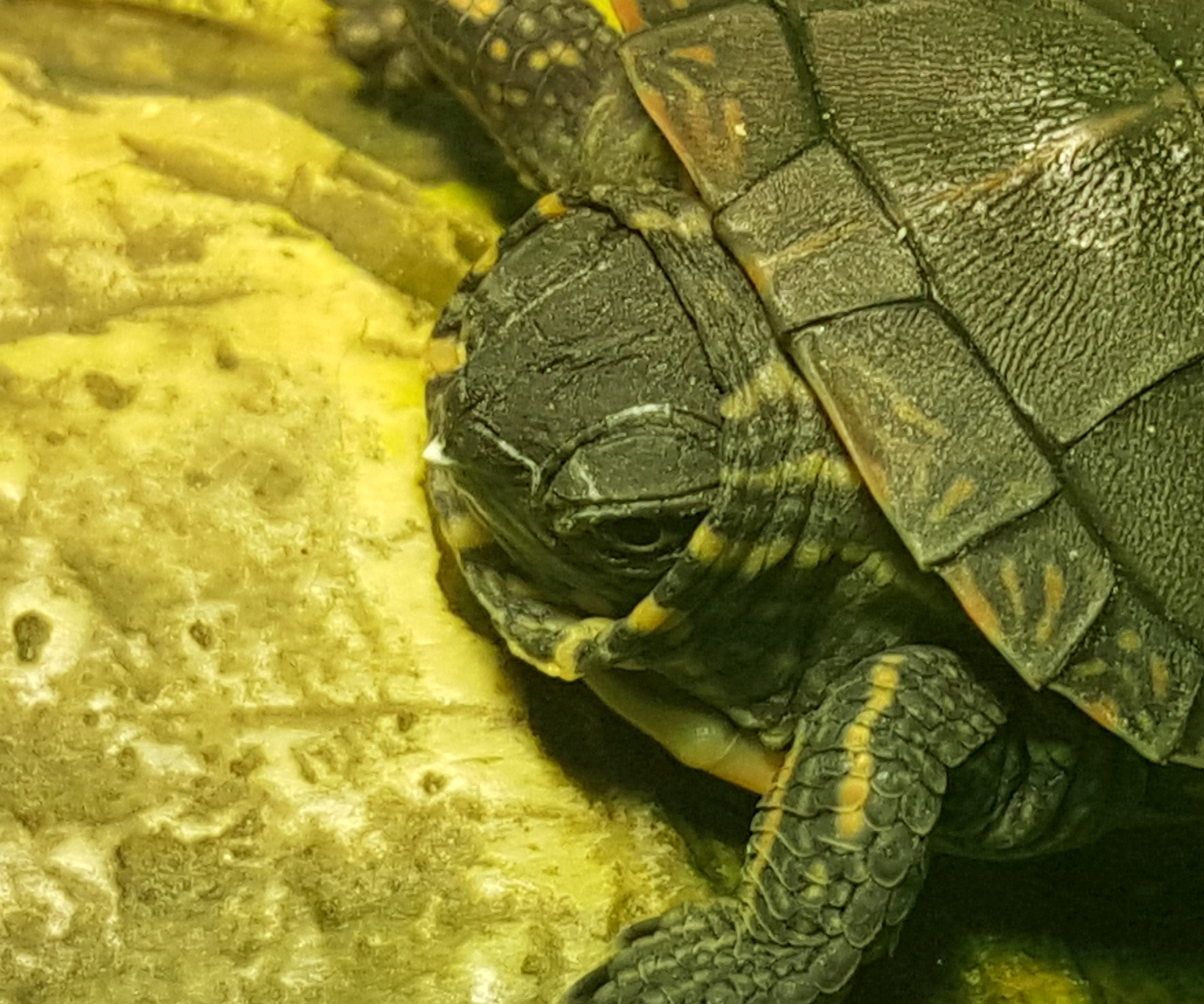
سلحفاة مزركشة تفقس بسن البيضة.

أسنان البيضة أو ضرس البيضة (بالإنجليزية: egg tooth)، هو نتوء حاد مؤقت موجود على منقار أو خطم حيوان بيوض عند الفقس. يسمح باختراق قشر البيض من الداخل والتحرر. تمتلك الطيور، الزواحف، والكظاميات أسنان بيض عند الصغار. توجد هياكل مماثلة عند الضفادع والعناكب وأحرار الأصابع. 

## الطيور
عندما يقترب الفقس، يستخدم الفرخ سن بيضته لاختراق كيس الهواء بين الغشاء وقشر البيض. يوفر هذا الكيس ما يكفي من الهواء لبضع ساعات، وخلال هذه الفترة يفقس الصيصان. عندما يكون الكتكوت جاهزًا للفقس من بيضته، فإنه يبدأ عملية "النقع"؛ بحيث يدفع سن البيضة من خلال القشرة بشكل متكرر مع دوران الجنين، مما يؤدي في النهاية إلى قطع جزء في النهاية من قشر البيضة، تاركًا ثقبًا قد يخرج من خلاله الطائر. بعض الأنواع، بما في ذلك نقار الخشب، لها اثنان من أسنان البيض. واحد على كل من الفكوك العلوية والسفلية. بعد مرور الوقت، يسقط سن البيضة أو يتم امتصاصه في منقار الصيصان النامي.
بعض الأنواع المبكرة مثل الكيوي، والشقبانية، لا تتطلب سن بيضة لمساعدتها في الفقس. تكون قوية بما يكفي وقت الفقس لاستخدام أرجلها وأقدامها لفتح البيضة.

## الثعابين والسحالي
تضع معظم القرفصاء (السحالي والثعابين) بيضًا أيضًا، وتحتاج بالمثل إلى سن بيض. خلافا لغيرها من السلويات، فإن سن بيض القرفصاء هو سن حقيقي ينشأ من قادمة الفك العلوي. 

## التمساحيات
التمساح الصغير لديه سن بيضة في نهاية أنفه. وهي قطعة قاسية من الجلد يتم امتصاصها بعد أقل من شهرين من الفقس. يشبه بيض التماسيح تلك الموجودة في الطيور من حيث أن لها غشاء داخلي وغشاء خارجي. يتم استخدام سن البيضة لفتح الغشاء الداخلي؛ يمكن للتمساح الصغير أن يشق طريقه عبر الغلاف الخارجي. إذا كانت الظروف جافة بشكل خاص في ذلك العام، فقد يكون الغشاء الداخلي صعبًا جدًا على التمساح لاختراقه، وبدون مساعدة سيموت ببساطة داخل البيضة. بشكل عام، تساعد التمساح الأم في تحريره.